# Kim Seong-kon
Dans ce nom coréen, le nom de famille, Kim, précède le nom personnel.
Pour les articles homonymes, voir Kim.
Œuvres principales
- Cultural Studies et le futur des sciences sociales
- La Littérature à l'ère des nouveaux médias
- La Littérature dans le monde globalisé
- La Littérature à l'âge des cultures hybrides

Kim Seong-kon (en hangeul : 김 성 곤), ou Seong-kon Kim, est un universitaire, critique littéraire et auteur sud-coréen, né le 9 août 1949.
M. Kim est le président de LTI Korea (l’Institut coréen de traduction littéraire) sous l’égide du ministère du Tourisme et des Sports de Corée du Sud. En février 2015, le gouvernement coréen a reconduit M. Kim dans ses fonctions de président du LTI pour trois années supplémentaires. Kim Seong-kon fut en outre nommé co-directeur du Korea Journal (Journal de la Corée), publié pour le compte de l’UNESCO par la Commission nationale coréenne. M. Kim est également professeur émérite à l’université nationale de Séoul où il fut, à sept reprises, récompensé du prix spécial de la Recherche. Il a enseigné à l’université de Pennsylvanie, à l’université de Californie à Berkeley, été professeur invité à l’université Brigham Young et directeur de recherche à l’Institut Yenching de Harvard, et chercheur invité à l’université d’Oxford et à l’université de Toronto.   
En tant que critique littéraire, maintes fois distingué, M. Kim a posé le premier les bases du débat sur le postmodernisme littéraire en Corée à la fin des années 1970 et au début des années 1980. Il fut également un pionnier des études culturelles et postcoloniales en Corée. Ses ouvrages sur le postmodernisme, le postcolonialisme et les études culturelles ont grandement influencé les écrivains et chercheurs de la république coréenne des lettres. En 2007, M. Kim reçut le prestigieux Prix Kim Hwantae de la critique littéraire et, en 2014, le Prix Wu Ho des sciences sociales. M. Kim a participé à des publications telles que Littérature & Idées, Littérature du xxie siècle, et Littérature contemporaine mondiale. En outre, à partir de 2003, M. Kim a été l’un des éditorialistes réguliers du Korea Herald. Les éditoriaux qu’il y fit paraître furent fréquemment reproduits dans The Nation, The China Post, Asia One, Pakistan Observer, The Star Online, Yahoo! News, The Kathmandu Post, entre autres médias internationaux.  
Il fut également chercheur au sein du Comité présidentiel sud-coréen pour la Cohésion nationale et président du Comité d'écoute pour la promotion de la culture coréenne à l'étranger pour le compte du ministère de la Culture. Activement engagé dans la promotion de la littérature coréenne à l'étranger, M. Kim est membre du Comité d'écoute pour la littérature coréenne au White Pine Press à New York.
Il est vice-président de la Société littéraire de Séoul qui réunit nombre d'ambassadeurs étrangers et plusieurs hauts diplomates résidant à Séoul.
M. Kim est également président honoraire de l’Association des anciens étudiants coréens de l’université SUNY de Buffalo. En outre, il fut le récipiendaire du prix spécial Distinguished Alumnus de CU en 2009, du prix spécial Fulbright Alumnus en 2010 et, en 2012, du prix spécial international alumni de l’université de New York à Buffalo. En 2015, M. Kim fut désigné comme intervenant dans le cadre de deux conférences de premier plan : la conférence du professeur distingué de la NRF (La fondation nationale pour la recherche) et la Conférence de la fondation culturelle NAVER.
M. Kim figure également parmi les 50 critiques littéraires coréens les plus remarquables, dont la liste est établie par l’Association des critiques littéraires coréens. En 2016, il fut nommé président du Forum culturel asiatique et membre du Conseil d’échange culturel sino-coréen par le ministère de la Culture, des Sports et du Tourisme. La même année, il fut désigné en tant que professeur invité à mi-temps à l’Institut national des Ressources humaines du ministère de la Gestion du personnel. En 2016, M. Kim se vit décerner la Plaque pour Services rendus au nom de l’Institut de la Traduction littéraire de Corée de la part de l’équipe d’évaluation du management du ministère de la Culture, des Sports et du Tourisme. En 2016, M. Kim fut nommé membre du Conseil de la Diplomatie publique du ministère de la Culture, des Sports et du Tourisme avec rang de vice-ministre.   

## Jeunesse et formation
Kim Seong-kon reçoit son doctorat en anglais de l'université de New York à Buffalo, sous la direction de feu Leslie A. Fielder, lequel avait annoncé la mort du roman au début des années 1960. Il poursuit ses études à l'université Columbia où il se spécialise en littérature comparée sous la direction de feu Edward W. Said, l’auteur d’Orientalisme.
Une fois achevé son doctorat à l'université Columbia, il rejoint l'université nationale de Séoul en 1984. 

## Carrière universitaire
Université
Kim Seong-Kon fut doyen du département des langues (2001-2005), directeur du Centre de recherche en langues (2001), directeur de l’institut des études américaines (1999-2001), directeur du programme de résidence (1987-1989), et directeur du département de presse (2009-2011) au sein de l'université nationale de Séoul (SNU). Il fut aussi président de l'Association des presses universitaires de Corée du Sud (2010-2011). M. Kim fut également nommé président du comité d’organisation de la Conférence annuelle internationale BESETO (Beijing-Séoul-Tokyo) de 1999 à 2001. Il est actuellement doyen de l’académie coréenne de traduction, laquelle propose de nombreux cycles d’études de traduction pour les étudiants coréens et étrangers, et directeur des presses de l’Institut de traduction littéraire coréen (LTI Korea).   
Récompenses Et Distinctions
Il fut le président fondateur de l’Association coréenne pour la littérature et le cinéma de 1998 à 2001, et Président de l’Association internationale des études comparatives coréennes de 2001 à 2003, président de l’Association coréenne de la fiction contemporaine en langue anglaise de 2004 à 2006 et président de l’Association des études américaines de Corée de 2007 à 2008. M. Kim fut en outre président du Conseil pour le développement et la promotion de la langue et la littérature anglaise en Corée du Sud (2004-2005).
M. Kim a enseigné dans les universités suivantes : université de New York (SUNY) à Buffalo, université Columbia, université de Pennsylvanie, université Brigham Young, et université de Californie à Berkeley. Il fut directeur de recherches comme professeur invité à Harvard, Oxford et à l’Université de Toronto.
Carrière professionnelle
M. Kim fut rédacteur du prestigieux trimestriel littéraire Littérature mondiale contemporaine (1988-1988), et rédacteur en chef de l’illustre mensuel littéraire Littérature et Idées (2002-2005), et corédacteur de Littérature du xxie siècle, avec les regrettés Yi Chongjun, Kim Yun-shik, Yoon Hu-myong and Kim Jong-hoe (1998-2012).
M. Kim a été éditeur du trimestriel Littérature mondiale contemporaine (1988), rédacteur en chef pour le magazine littéraire mensuel Littérature et Idées (2002-2005), coéditeur de La Littérature du xxie siècle avec Yi Chong-jun, Kim Yun-shik, Yun Humyong et Kim Jong-hoe (1998-2012). En tant que vice-président du Forum littéraire international de Séoul sponsorisé par la fondation Daesan en 2000, 2005 et 2011, M. Kim a travaillé avec d'éminents chercheurs et avec le critique littéraire Kim U-chang. Avec ce dernier, ils ont fait venir à Séoul de prestigieux auteurs internationaux, dont Pierre Bourdieu, Jean Baudrillard, Le Clézio, Orhan Pamuk, Oe Kenzaburo, Gary Snyder, Robert Coover, Robert Hass, Margaret Drabble, Gao Xingjian, Bei Dao et bien d'autres.
Autoproclamé diplomate culturel, M. Kim a enseigné aux diplomates coréens à l'Institut des Affaires étrangères et de la Sécurité nationale (1988-1994). Il donne depuis 1997 des conférences sur la culture et la société coréennes pour les diplomates étrangers à la KOICA (Agence coréenne de coopération internationale), et à la COTI (Centre de formation pour les diplomates) au sein du Ministère des Affaires étrangères et du Commerce.

## Fonctions administratives
- Doyen, LTI Académie coréenne de traduction, 2012-2015
- Directeur, Presses universitaires nationales de Séoul, 2009-2011
- Doyen, École d’éducation linguistique, université nationale de Séoul, 2001-2005
- Directeur, Institut d’études américaines, université nationale de Séoul, 1999-2001
- Directeur du programme de résidence de l'université nationale de Séoul

## Enseignement à l'étranger et recherches
- Professeur invité, SUNY/Buffalo, 2011-2012
- Professeur invité, université de Californie à Berkeley, 2006-2006 Enseigne la littérature asiatique.
- Professeur invité, université Brigham Young, 1996-1997 Enseigne la littérature coréenne.
- Professeur invité, université de Pennsylvanie.
- Chercheur asiatique invité Fulbright, 1990-1991. Enseigne l’anglais et la littérature comparée.
- Chercheur associé invité, Institut Yenching de l'université Harvard, 2006-2007
- Boursier, Rockefellow Center, université de New York à Buffalo, 1992
- Chercheur invité, université d’Oxford, 1991
- Chercheur invité, Université de Toronto, 1991

## Récompenses et distinctions

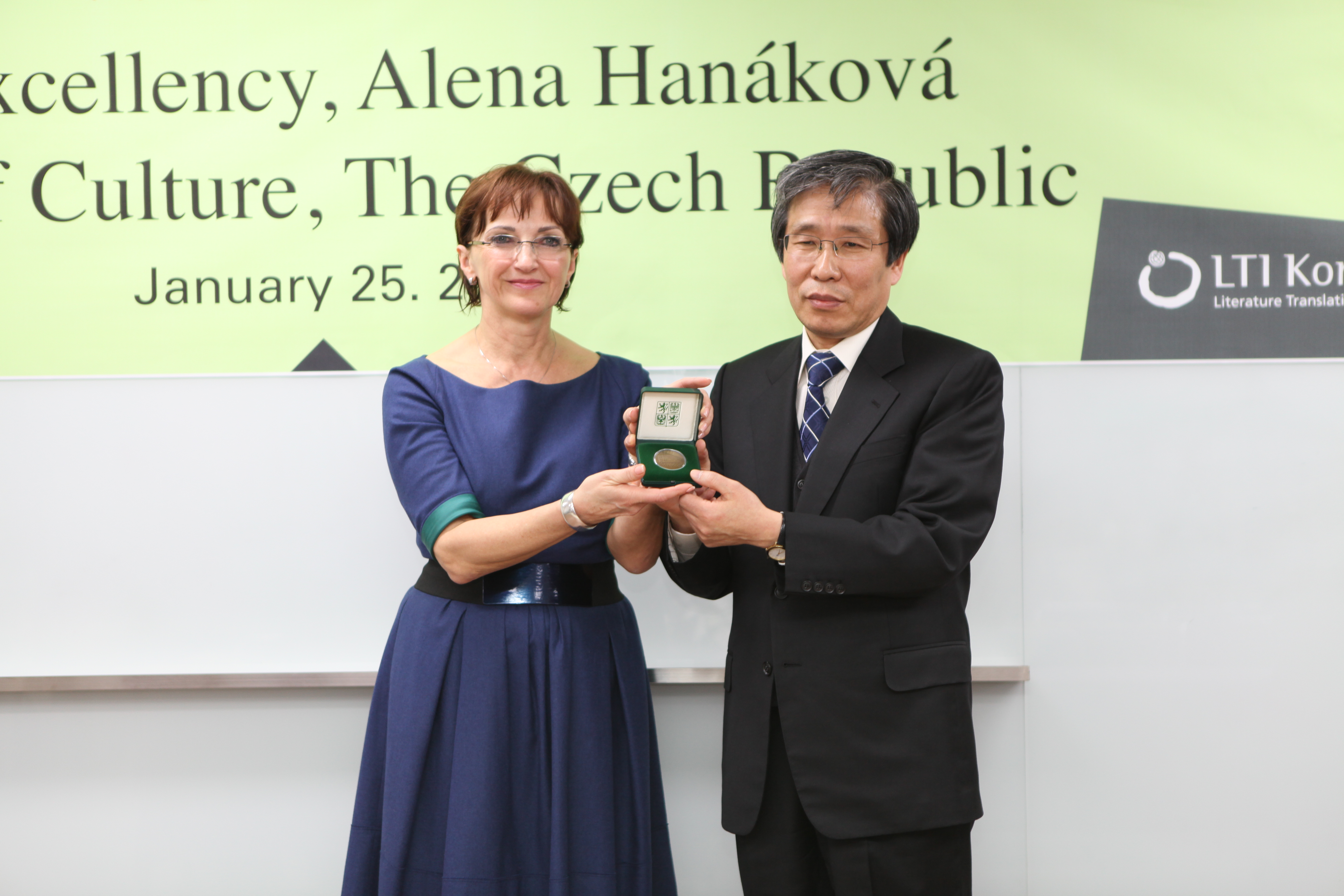
Kim reçoit une médaille des mains de Alena Hanáková, ministre de la Culture de la République tchèque le 25 janvier 2013

- Médaille pour services émérites (Jade), Corée du Sud, 2014
- Médaille du Mérite culturel, République tchèque, 2013
- Prix du Professorat, Institut central de formation des officiels, 2014
- Meilleur directeur d'institut public, ministère de la Culture, 2013,
- Université de New York SUNY prix spécial International Alumni, 2012[3].

- SNU Prix spécial de la recherche, (7 fois), 1998, 1999, 2007, 2008, 2009, 2010, 2011

- Prix spécial Fulbright Alumnus, 2010

- CU Prix spécial Alumnus, 2009

- Prix SNU du meilleur directeur d'institut, 2003, 2004
- Prix Wu Ho des Humanités, 2014
- Sélectionné parmi les 50 meilleurs critiques littéraires du xxe siècle par l’Association des critiques littéraires coréens, 2014
- Meilleur livre 2010 récompensé par l'Académie nationale des sciences (La littérature à l'âge des cultures hybrides)
- Prix Kim Hwantae de la critique littéraire, 2008
- Prix du livre d'aujourd'hui, pour Entretiens avec des écrivains américains, 1985
- « Livres de l’année », décerné par le ministère de la Culture (3 fois)

- Sélectionné parmi « Les meilleurs critiques littéraires de 2012 » (Littérature et Jeu)
- Sélectionné parmi « les meilleurs livres de 1992 sur la littérature et le cinéma » (Essais sur le cinéma), 1992
- Traducteur émérite de Corée du Sud, Journal des Publications, 1990
- Sélectionné parmi « Les meilleurs livres des années 1990 » par Kyobo pour Essai sur le cinéma
- Sélectionné parmi les « 24 meilleurs livres sur la littérature étrangère depuis la Libération » pour Des mots dans le labyrinthe : Entretiens avec des écrivains américains, 1989
- Sélectionné parmi les « Livres représentatifs des années 1980 » pour La littérature américaine à l’ère postmoderne, 1989.
- Plaque de président d'honneur de la SNU 2001, 2011, 2014
- Prix de la SNU pour grands services rendus, 2004
- Bourse pour les enseignants chercheurs coréens à l'étranger, 1996-1997
- Bourse du British Council, 1991 (université d’Oxford)
- Bourse « Canadian Faculty Enrichment », 1991 (Université de Toronto)
- Récompense pour les chercheurs asiatiques en résidence, université de Pennsylvanie, 1990-1991
- Bourse Fulbright, 1978-1984
- Bourse SNU de recherche à l'étranger (UC Berkeley/Harvard)
- Prix du major de promotion, 1967
- Prix du ministre de l’Éducation, 1966

## Programme de résidence
- Université Cornell, 1990 (États-Unis)
- Université Stanford, 1991 (États-Unis)
- Université de Pennsylvanie, 1990, 1991 (États-Unis)
- Université de New York à Buffalo, 1992 (États-Unis)
- Université de Tokyo, 1999, 2002 (Japon)
- Université de Pékin, 2003, 2010 (Chine)
- Université Paris XIII, 2004 (France)
- Université de Sarrebruck, 2010 (Allemagne)
- Université de New York à Buffalo, 2011-2012 (États-Unis)

## Publications à l’étranger (livres)
- Simple étiquette en Corée du Sud. Kent, UK: Paul Nobury (Curzon Press), 1988. Coauteur avec Lee O-Young (ancien ministre de la culture)
- Briefing sur la Corée du Sud. Boulder : Associated University Press, 1991. (auteur d'un chapitre)
- Courants contraires dans les littératures d'Asie et de l'Ouest. Newark : Associated UP, 1997. (auteur d'un chapitre)
- Postmodernisme en Asie. Tokyo : université de Tokyo, 2003 (auteur d'un chapitre)
- Histoire intellectuelle de la Corée du Sud. Tokyo : Cuon Press, 2014 (auteur d'un chapitre)

## Publications personnelles
- Simple étiquette en Corée du Sud. Kent, UK: Paul Nobury (Curzon Press), 1988. Coauteur avec Lee O-Young (ancien ministre de la culture)
- Voyage dans le passé. Séoul, SNU Press, 1985. (en anglais)
- Conversations avec des auteurs américains. Séoul : Minumsa, 1986.
- La littérature américaine à l'ère du postmoderne. Séoul : SNU Press, 1989.
- Portrait de la littérature américaine et de ses auteurs. Séoul : SNU Press, 1993. (Sélectionné comme « Meilleur livre de l'année », ministère de la Culture)
- Essai sur le cinéma. Séoul, Yoleumsa, 1994. (Repris dans les programmes à l'université de Washington, un chapitre est aussi inclus dans les manuels pour lycéens et collégiens, 2011)
- La littérature à l'ère des nouveaux médias. Séoul : Minumsa, 1995.
- Littérature et cinéma. Séoul : Minumsa, 1996.
- Littérature contemporaine aux États-Unis. Séoul : Minumsa, 1996.
- Hollywood : Un miroir de la culture du xxe siècle. Séoul : Woongjin, 1996.
- L’Odyssée au Cinéma. Séoul : Hyohyung, 2001.
- La Corée du Sud à l'âge du multiculturalisme. Séoul : Yoleumsa, 2002.
- Lire les cultures à l'âge du multiculturel. Séoul : L&T, 2003.
- Les Cultural studies et le futur des sciences sociales. Séoul : SNU Press, 2003. Sélectionné comme “Meilleur livre de l'année” par le ministère de la culture
- De la culture au cinéma. Séoul : SNU Press, 2003.
- De l’Amérique dans le cinéma d’Hollywood. Séoul : Sallim, 2005.
- Edgar Allan Poe. Séoul : Sallim, 2005
- J. D. Salinger et L’attrape-cœurs. Séoul : Sallim, 2005.
- La clef de la pensée : la littérature. Séoul : Mountain Press, 2006.
- La littérature dans le monde globalisé. Séoul : Minumsa, 2006, élu livre de l'année par le ministère de la culture.
- La Littérature à l'âge des cultures hybrides. Séoul : SNU Press, 2009. Sélectionné pour le Prix du meilleur livre 2010, décerné par l'Académie nationale des sciences.
- La Littérature au-delà des frontières, Séoul : Minumsa, 2013

## Édition de livres
- La Mort du roman et le postmodernisme. Ed. Seong-Kon Kim. Attic Publishing Co.
- 100 mots clés dans la culture au xxie siècle. Ed. Seong-Kon Kim. Institut de recherche en publications coréennes et marketing
- La poésie coréenne. Co-édité avec Yong-jik Kim. KCAF
- Voyage à Mujin : collection de récits modernes coréens. Coédité avec Yongjik Kim. KCAF
- Mouvements littéraires au xxie siècle. Ed. Seong-Kon Kim. Literature & Thought Publishing Co.

## Traductions
Du coréen vers l’anglais :
- Strong Winds at Mishi Pass (Vents forts au passage Mishi). New York : White Pine Press, 2003. Poèmes de Hwang Tong-kyu, traduits avec Dennis Maloney.

- Woman on the Terrace (La femme sur la terrasse). New York : White Pine Press, 2007.

- Poèmes de Moon Chung-hee. Traduits avec Alec Gordon. Ce livre a valu à la poétesse Moon le Prix Cicada en Suède.

- The Square (La place). Un roman de Choi In-hun. Traduit par Seong-Kon Kim. Urbana-Champaign : Dalkey Archive Press, 2014.

De l’anglais au coréen :
- Vente à la criée du lot 49 (The Crying of Lot 49). Thomas Pynchon. Séoul : Minumsa.
- Les Aventures d'Arthur Gordon Pym (The Narrative of Arthur Gordon Pym of Nantucket). Edgar Allan Poe. Golden Bough.
- La Pêche à la truite en Amérique (Trout Fishing in America). Richard Brautigan. Vichae.
- L'Adieu aux armes (Farewell to Arms). Ernest Hemingway. Sigongsa.
- De notre temps (In Our Time). Ernest Hemingway. Sigongsa
- En attendant la fin (Waiting For The End). Leslie A. Fiedler. Samsung.
- Primitivisme (Primitivism). Michael Bell. SNU Press
- L'amour est une chimère : collection d'histoires postmodernes(Love is a Fallacy: Collections of Postmodern Fiction). Borges et al. Woongjin.
- Poèmes choisis de Seamus Heaney (Selected Poems of Seamus Heaney). Seamus Heaney. Yeolumsa
- Culture et Impérialisme (Culture and Imperialism). Edward W. Said. Traduit avec Hanshin
- Culture postmoderne (Postmodern Culture). Steven Corner. Traduit avec Hanshin
- Critique littéraire américaine (American Literary Criticism). Vincent Leitch. Traduit avec Hanshin.
- La Poésie de Mukarovsky (Murakovsky’s Poetics). Mukarovsky. Co-traduction. Modern Literature Co.